# دهان‌لانه طلایی
دهان‌لانه طلایی (نام علمی: Ostorhinchus fleurieu) نام یک گونه از زیرخانواده دهان‌لانه‌ماهیگان است.